# 마리야 그라보베츠카야
마리야 알렉산드로브나 그라보베츠카야(러시아어: Мари́я Алекса́ндровна Гра́бовецкая, 1987년 4월 10일~)는 카자흐스탄의 역도 선수이다.

## 경력
카자흐 소비에트 사회주의 공화국 콕체타프(현재의 콕셰타우)의 러시아계 가정에서 태어났으며, 콕셰타우 주립 대학교를 졸업했다. 
2004년에 카자흐스탄 주니어 역도 국가대표로 발탁되어 같은 해 5월에 벨라루스 민스크에서 열린 2004년 세계 주니어 선수권 대회에 참가하여 최중량급에서 10위를 기록했다. 이듬해인 2005년에 성인 국가대표로 발탁되었으며, 그 해 10월에 아랍에미리트 두바이에서 열린 2005년 아시아 선수권 대회에 참가했다. 이 대회에서 총 255kg을 들어올리며, 대표팀 동료인 알렉산드라 아보르네바와 인도의 기타 라니를 누르고 금메달을 획득했다. 같은 해 11월에는 카타르의 도하에서 열린 2005년 세계 선수권 대회에 참가하여 262.8kg의 기록으로 6위를 기록했다.
2006년 5월에는 중화인민공화국 항저우에서 열린 2006년 세계 주니어 선수권 대회에 참가하였으나 용상에서 기권했다. 그 해 10월에는 도미니카 공화국의 산토도밍고에서 열린 2006년 세계 선수권 대회에 참가하였고, 총 250kg를 들어 올리며 11위를 기록했다. 12월에는 도하에서 열린 2006년 아시안 게임에 참가하였으나 인상 1차 시기 이후 기권했다.
2007년 6월에는 체코 프라하에서 열린 2007년 세계 주니어 선수권 대회에 참가하여 277kg의 기록으로 중화인민공화국의 황환의 뒤를 이어 은메달을 획득했다. 이듬해인 2008년 6월에는 중화인민공화국 베이징에서 열린 2008년 하계 올림픽에 참가하였다. 그라보베츠카야는 최중량급에서 270kg의 기록으로 대한민국의 장미란과 우크라이나의 올하 코로브카의 뒤를 이어 동메달을 획득했지만 2016년 11월 17일에 국제 올림픽 위원회(IOC)의 도핑 샘플 재조사 과정에서 금지 약물로 지정된 단백동화 스테로이드인 스타노졸롤과 옥산드롤론 성분이 검출되면서 은메달리스트인 코로브카와 함께 메달을 박탈 당했다.
이후 2010년 11월에 중화인민공화국 광저우에서 열린 2010년 아시안 게임에 참가하여 총 290kg의 기록으로 대한민국의 장미란과 중화인민공화국의 멍쑤핑의 뒤를 이어 동메달을 획득했다. 이후 한동안 국제 대회에 불참했고, 2014년 9월 대한민국 인천에서 열린 2014년 아시안 게임에 참가하여 총 302kg의 기록으로 중화인민공화국의 저우루루의 뒤를 이어 은메달을 획득했다.
현역 은퇴 후 현재 아스타나 올림픽 센터에서 트레이너로 일하고 있다.

## 수훈
- 쿠르메트 훈장(2008년)
- 카자흐스탄 체육 명인(2008년)
- 콕타셰우 명예 시민(2008년)